# Aphanamixis borneensis
Aphanamixis borneensis là một loài thực vật có hoa trong họ Meliaceae. Loài này được (Miq.) Merr. mô tả khoa học đầu tiên năm 1921.